# Список умерших в 618 году

## Апрель
- 11 апреля — Ян-ди, второй император китайской династии Суй (604—618).

## Июнь
- 3 июня — Кевин Глендалохский, ирландский святой, основатель и первый настоятель монастыря в Глендалохе в графстве Уиклоу.

## Ноябрь
- 8 ноября — Адеодат I, Папа Римский (615—617), католический святой.

## Дата смерти неизвестна или требует уточнения
- Бертетруда, королева франков как супруга Хлотаря II.
- Кнот-Ахав, правитель майяского царства Канту со столицей в Караколе (599—613).
- Солатий, епископ Кёльна.
- Таман-хан, каган Западно-тюркского каганата (604—612).
- Фергус мак Колмайн, король Миде (600—618).
- Шегуй-хан, каган Западно-тюркского каганата (611/612—618).